# Metropolregion Manaus
Die Metropolregion Manaus (portugiesisch Região Metropolitana de Manaus, RMM) ist auch bekannt als Grande Manaus, Es ist die größte Metropolregion Nordbrasiliens mit rund 2,68 Millionen Einwohnern und die elftgrößte des Landes. Sie bringt 13 Gemeinden im Bundesstaat Amazonas im Ballungsraum zusammen.
Für 2020 wurde die Einwohnerzahl auf 2.722.014 geschätzt.
Die Metropolregion Manaus liegt in einem strategischen Bereich für die Entwicklung des Bundesstaates Amazonas. Sie hat eine Freihandelszone, in der einige der größten und wichtigsten Unternehmen des Landes im Bereich Transport und Kommunikation sowie Biotechnologie, Petrochemie, Einkaufszentren und intensive Hafenaktivitäten ansässig sind.

## Geographie
Die Fläche der Metropolregion Manaus beträgt 127.287,789 Quadratkilometer. Es ist die größte brasilianische Metropolregion, die der Fläche einiger brasilianischer Bundesstaaten wie Pernambuco, Santa Catarina und Rio de Janeiro überlegen ist (mehr als doppelt so groß wie letztere) und ungefähr die gleichen Ausmaße aufweist wie Island (103.000 km²) und Südkorea (99.538 km²) und ist größer als Länder wie Ungarn (93.032 km²) und Portugal (92.391 km²).

## Gemeinden
| Municípios der Metropolregion Manaus | Municípios der Metropolregion Manaus | Municípios der Metropolregion Manaus | Municípios der Metropolregion Manaus | Municípios der Metropolregion Manaus | Municípios der Metropolregion Manaus |
| Município                            | Gesetz                               | Fläche km² (2018)                    | Einwohner Zensus 2010                | Schätzung 2020                       | BIP in R$ (2018)                     |
| ------------------------------------ | ------------------------------------ | ------------------------------------ | ------------------------------------ | ------------------------------------ | ------------------------------------ |
| Autazes                              | LC N.64                              | 7.652,851                            | 32.135                               | 40.290                               | R$ 357 Mio.                          |
| Careiro                              | LC N.64                              | 6.096,210                            | 32.734                               | 38.348                               | R$ 314,5 Mio.                        |
| Careiro da Várzea                    | LC N.52                              | 2.627,474                            | 23.930                               | 30.846                               | R$ 337,2 Mio.                        |
| Iranduba                             | LC N.52                              | 2.216,817                            | 40.781                               | 49.011                               | R$ 679,1 Mio.                        |
| Itacoatiara                          | LC N.52                              | 8.891,906                            | 86.839                               | 102.701                              | R$ 1,8 Mrd.                          |
| Itapiranga                           | LC N.64                              | 4.335,075                            | 8.211                                | 9.230                                | R$ 109,9 Mio.                        |
| Manacapuru                           | LC N.59                              | 7.336,579                            | 85.141                               | 98.502                               | R$ 1,4 Mrd.                          |
| Manaquiri                            | LC N.64                              | 3.973,259                            | 22.801                               | 33.049                               | R$ 275,1 Mio.                        |
| Manaus                               | LC N.52                              | 11.401,092                           | 1.802.014                            | 2.219.580                            | R$ 78,1 Mrd.                         |
| Novo Airão                           | LC N.52                              | 37.805,257                           | 14.723                               | 19.928                               | R$ 136 Mio.                          |
| Presidente Figueiredo                | LC N.52                              | 25.412,265                           | 27.175                               | 37.193                               | R$ 822,4 Mio.                        |
| Rio Preto da Eva                     | LC N.52                              | 5.815,622                            | 25.719                               | 34.106                               | R$ 383,4 Mio.                        |
| Silves                               | LC N.64                              | 3.723,382                            | 8.444                                | 9.230                                | R$ 101,3 Mio                         |
| Insgesamt                            |                                      | 127.287,789                          |                                      | 2.722.014                            | R$ 84,8 Mrd.                         |